# 5508 v. Chr.
Auf das Jahr 5508 v. Chr. wurde nach der Genealogie der griechischen Bibel Septuaginta durch den christlichen Chronographen Julius Africanus im 3. Jahrhundert n. Chr. die Erschaffung der Welt – die Schöpfung – datiert. Diese erstmals im Frühchristentum vorgenommene Abschätzung beruht vor allem auf der Geschlechterfolge der Erzväter. Der etwa vier Jahrtausende alte jüdische Kalender, der heute (2018) das Jahr 5778/79 zählt, geht allerdings von einem jüngeren Weltalter aus.

## Naturwissenschaften
In der Neuzeit wurde die Abschätzung zunehmend in Zweifel gezogen und schließlich aus geologischen Überlegungen von James Hutton 1785 widerlegt: Die geologischen Phänomene liefen so langsam ab, dass die Welt erheblich älter sein müsse. Darauf fußend, kam man mit Methoden der Textkritik bald zur Erkenntnis, dass man die Bibel nicht als Lehrbuch der Naturwissenschaften verwenden solle.

## Byzantinische Ära
Das Jahr 5508 (bzw. nach anderen Quellen 5501 v. Chr.) ist auch Nullpunkt der sogenannten Byzantinischen Ära.
Das Oströmische Reich benutzte eine darauf beruhende Zeitrechnung. Sie hielt sich in Russland noch bis Ende 1699, als Peter I. anordnete, dass ab Neujahr statt 7208 Annus mundi nun 1700 n. Chr. zu schreiben sei.